# Pelagodroma
Pelagodroma is een geslacht van vogels uit de familie zuidelijke stormvogeltjes. Het geslacht telt één soort.

## Soorten
- Pelagodroma marina – Bont stormvogeltje